# Alfred Richartz
Alfred Richartz (* 1953 in Haan) ist ein deutscher Sportwissenschaftler.

## Leben
Richartz bestand sein Abitur 1972 am Humboldt-Gymnasium in Solingen. Zwischen 1974 und 1982 absolvierte er an der Rheinischen Friedrich-Wilhelms-Universität Bonn sowie an der Freien Universität (FU) Berlin ein Studium in den Fächern Sportwissenschaft und Geschichte. Von 1985 bis 1990 arbeitete Richartz bei den Internationalen Jugendgemeinschaftsdiensten als Referent für Jugendbildung. Von 1985 bis 1990 war er wissenschaftlicher Mitarbeiter am Institut für Sportwissenschaft der FU Berlin und absolvierte an derselben Hochschule zwischen 1988 und 1990 ein Graduiertenstudium in „Qualitative Methoden in den Sozialwissenschaften“.
Während seiner Referendarszeit für das Lehramt an Gymnasien verfasste er seine Dissertation am Fachbereich Erziehungs- und Unterrichtswissenschaften der FU Berlin und schloss diese 1992 ab. In den folgenden Jahren war Richartz als wissenschaftlicher Mitarbeiter an den sportwissenschaftlichen Instituten der FU Berlin, der Universität Potsdam sowie an der Universität Paderborn beschäftigt. 1998 vollendete er am Fachbereich Erziehungswissenschaft, Psychologie und Sportwissenschaft der FU Berlin seine Habilitation.
Er arbeitete von 1998 bis 2001 als Kinder- und Jugendlichen-Psychotherapeut in Berlin, von 2001 bis 2011 hatte er an der Universität Leipzig eine Professur für Sportpädagogik inne. 2011 trat er an der Universität Hamburg eine Professorenstelle für Bewegungs- und Sportpädagogik an.
Ein Schwerpunkt in Richartz’ wissenschaftlicher Tätigkeit ist der Jugendleistungssport. Das gemeinsam mit Wolf-Dietrich Brettschneider veröffentlichte Buch „Weltmeister werden und die Schule schaffen: zur Doppelbelastung von Schule und Leistungstraining“ beschreibt auf der Grundlage einer Querschnittsuntersuchung ein zuvor wenig behandeltes Feld des Jugendleistungssports, die Doppel- und Mehrfachbelastungen heranwachsender Leistungssportler unter anderem durch Schule und Sport. In folgenden Arbeiten wie „Lebenswege von Leistungssportlern. Anforderungen und Bewältigungsprozesse der Adoleszenz. Eine qualitative Längsschnittstudie.“ aus dem Jahr 2000 sowie „Kinder im Leistungssport. Chronische Belastungen und protektive Ressourcen.“ von 2009 legte Richartz weitere Monographien zu diesem Themenkomplex vor.